# ゲオルゲンベルク協定

1250年時点でのオーストリア公国（赤色）、シュタイアーマルク公国（赤縞）。白色の背景は後のハプスブルク家の元でのオーストリアの領域を示している。

ゲオルゲンベルク協定（ドイツ語: Georgenberger Handfeste）は、1186年8月17日にオーストリア公レオポルト5世とシュタイアーマルク公オットカール4世の間でエンスにおいて結ばれた協定。

## 内容
オットカール4世はハンセン病に罹患しており嗣子がなく、オタカール家の存続は絶望的だった。そのため生前にレオポルト5世への公国譲渡を定めるためにこの協定が結ばれた。協定の要点は次の2つである。
- オットカール家4世の死後、バーベンベルク家のレオポルト5世および息子のフリードリヒがシュタイアーマルク公国を継承する。以後同公国は同君連合のもと、オーストリア公国と永久に一体とされる。
- シュタイアーマルクの各階級や市民の権利は今後も保証される。

後者により、ゲオルゲンベルク協定を一部のイギリスの歴史家が「シュタイアーマルクのマグナ・カルタ」と呼んでいるが、フリードによればこれは誤った認識である。
この頃のシュタイアーマルク公国は、現在のオーストリア共和国シュタイアーマルク州とスロヴェニア共和国シュタイエルスカ地方（下シュタイアーマルク）を合わせたよりも広い領域にまたがっており、オーストリアのオーバーエスターライヒ州、トラウン川地方のヴェルスやシュタイアー、ニーダーエスターライヒ州のウィーナー・ノイシュタットやノインキルヒェンまで及んでいた。

## その後
1192年にオットカール4世が死去し、協定は履行された。この協定は1237年になって神聖ローマ皇帝フリードリヒ2世に承認された。1246年にバーベンベルク家が断絶すると、シュタイアーマルク公国はオーストリア公国と同様にハプスブルク家が継承した。このゲオルゲンベルク協定は、後のハプスブルク帝国の複雑な世襲領が成立する第1段階だった。
1848年革命まで、ゲオルゲンベルク協定はオーストリア帝国の憲法の一部であった。原本は現在グラーツの公文書館に保存されている。